# Уангари Маатаи
Уангари Маатаи (Wangari Maathai, /wænˈɡɑːriː/ /mɑːtˈaɪ/) е кенийска общественичка, еколожка, носителка на Нобелова награда за мир за 2004 г.
През 1977 г. Матаи основава Движението на зеления пояс, екологична неправителствена организация с цел залесяване, опазване на околната среда и защита на правата на жените. През 2004 г. получава Нобелова награда за мир, за приноса ѝ за устойчиво развитие, демокрация и мир. Маатаи е избрана за депутат и е заемала поста на заместник-министър на екологията и природните ресурси в правителството на президента Мваи Кибаки от януари 2003 г. до ноември 2005 г. Изпълнявала е функциите на почетен съветник към Съвета за световно бъдеще. През 2001 г. Маатаи умира от усложнения, причинени от рак на яйчниците.

## История

### Ранни години
Уангари Маатаи е родена в село Ихите в централния планински регион на Кения. Семейството ѝ е от най-многобройната етническа група в Кения, Кикую. Около 1943 г. семейството на Маатаи се преселва във ферма край Накуру, а по-късно, през 1947 г. се завръща в Ихите с майка си, за да продължи образованието си в католически училища в Ниери и Лимуру.
С края на източноафриканския колониален период се предоставят възможности за обучение на изявени кенийски ученици в западноевропейски и американски университети. Маатари е измежду 300 гимназисти, които са избрани да учат в САЩ през 1960 г.
Тя получава стипендия за колежа Маунт Сейнт Сколастика (понастоящем Бенедиктински колеж), в Аткинсон, Канзас, където през 1964 г. завършва бакалавърска степен по биология, с втора специалност химия и немски език. Продължава образованието си в Университета в Питсбърг, където за първи път се среща с местни еколози, които се опитват да спрат замърсяването на въздуха. През 1966 г. защитава магистърска степен по биологични науки и след кратък престой в Кения, заминава за Германия, където постъпва като докторант в университетите в Гийсен и Мюнхен.
През 1969 г. тя се завръща в Найроби и преподава в Университетския колеж в Найроби. През май същата година се омъжва за Мванги Матаи, който подобно на нея е завършил образованието си в САЩ. През 1971 г. тя става първата източноафриканска жена с докторска степен по ветеринарна анатомия от Университета в Найроби. Междувременно се раждат и двете ѝ деца – Ваверу Маатаи и Ванджира Маатаи.

### 1972 – 1977: в политиката
Маатаи продължава да преподава в Найроби, където става доцент по ветеринарна анатомия през 1975 г. в катедрата по Ветеринарна анатомия през 1977 г. Тя е първата жена в Найроби, която е постигнала подобно научно признание. През този период тя води кампании за равни права на жените в университетите, превръща Университетското дружество на академичните служители в съюз. Местните съдилища първоначално отказват да признаят исканията ѝ за равнопоставеност при предоставянето на възможности на жените. В допълнение към работата ѝ в Университета в Найроби, Матаи се свързва с граждански организации в началото на 70-те години, като Червения кръст, Кенийската асоциация на университетските жени, Центърът за екологични отношения, Националният съвет на жените в Кения. Чрез работата си в тези доброволчески организации Маатаи се убеждава, че причината за проблемите на Кения е замърсяването и унищожаването на околната среда.
Последвалото избиране на съпруга на Маатаи за депутат през 1974 г. и неговото обещание да разреши проблема с безработицата, спомагат на Маатаи да обвърже екологичната си дейност с намирането на заетост на местното население. Това води до основаването на Енвирокеър ООД, бизнес организация за отглеждане на млади дръвчета и държавно лесничейство в горските масиви Какура. Този пръв опит е неуспешен, но Маатаи представя идеята пред Националния съвет на жените в Кения през 1977 г. и предлага да се продължи дейността на залесяване. На 5 юни 1977 г. отбелязвайки Световния ден на околната среда, НСЖК участва в марш от Международния конферентен център в Кения в центъра на Найроби до парка Камкунджи в предградията на града, където засаждат седем дръвчета в чест на исторически лидери на общността. Това е първият „Зелен пояс“, познат най-напред като „Спасете земята Харамбее“, който след това се превръща в Движението на зеления пояс. Маатаи насърчава жените в Кения да засаждат млади дръвчета на територията на цялата страна, като търсят в близките гори семена от местни видове. Тя стимулира финансово и засаждането на дръвчета в други региони.

### Движение на зеления пояс
Маатаи започва съвместна работа с Вилхелм Елсруд, изпълнителен директор на Норвежкото лесовъдно общество. Тя насочва усилията си към разширяване на дейността на Движението на зеления пояс. Освен жените, които засаждат семена и отглеждат разсад срещу малка стипендия, Маатаи успява да издейства субсидиране и на онези членове на семействата, които са грамотни и могат да водят отчет на отгледаните фиданки.
След Третата глобална конфренцията на жените, организирана от ООН в Найроби, на която Маатаи запознава делегатите с дейността на Движението, то се разраства и извън пределите на Кения. През 1986 г. се основава Панафриканска мрежа на зеления пояс. Четиридесет и пет представители от петнадесет африкански държави пътуват до Кения в следващите три години, за да усвоят опита на създаване на центрове за отглеждане и разсад. Те основават подобни общности в собствените си държави, за да се противопоставят на опустяването, обезлесяването, замърсяването и недостига на вода и глада в отдалечените райони. Вниманието, насочено към движението, води до награждаването на Маатаи с множество отличия. През 1987 г. Маатаи слиза от поста председател на НСЖК и се заема изцяло с отделната неправителствена организация.

### Намеса на правителството
През втората половина на 1980-те години кенийското правителство насочва усилията си към възпрепятстване на дейността на Движението на зеления пояс. Антидемократичните политики на еднопартийния режим последователно налагат ограничения върху обществените и граждански прояви и движения. Съпротивата на Маатаи е посрещана с присмех и с недоверие, а протестите на Движението на зеления пояс против построяването на 60-етажен търговски център в парк Ухуро водят до публична кампания против нея. Благодарение на исковете, писмата и делата, които завежда Движението, чуждите инвеститори оттеглят участието си от проекта през 1990 г.
Маатаи и нейните сподвижници са изправени и пред политически преследвания, като на 28 февруари 1992 г. те провеждат гладна стачка в парк Ухуру с цел да бъдат освободени политически затворници. След острата реакция на Американския държавен департамент и подкрепата на международни организации в началото на 1993 г. затворниците са освободени.
През 1991 г. Маатаи получава Наградата Голдман за екология в Сан Франциско и Наградата Африка за лидерство в Лондон.

### 1992 – 2011: в политиката
По време на първите многопартийни избори в Кения през 1992 г. Маатаи се опитва да обедини опозицията и участва в основаването на Групата на централните позиции и Движението за свободни и справедливи избори. Въпреки усилията им опозицията не успява да се обедини и управляващият Африкански национален съюз на Кения манипулативно използва медиите, за да запази контрол върху парламента.
Следващата година, след избухването на етнически сблъсъци, Маатаи и активистите от Движението на зеления пояс пътуват из страната, за да засадят „дървета на мира“. Конфликтните зони са наречени от правителството „непристъпни зони“ и през февруари 1993 г. президентът обвинява Маатаи, че е организирала разпространението на брошури, подклаждащи насилие между етническите групи. Маатаи се оттегля и се крие от преследване. С помощта на международната общност, тя успява да излезе от Кения и да пътува до Токио, Единбург, Чикаго и Виена, за да получи награди за дейността си.
През 2002 г. Маатаи преподава курсове за дейността на Движението на зеления пояс в Училището по лесовъдство и екология към Йейлския университет. По-късно същата година тя се завръща в Кения и участва като кандидат-депутат на Националната коалиция на дъгата, която печели изборите с внушително мнозинство. През януари 2003 г. тя е назначена за заместник-министър в Министерството на околната среда и природните ресурси и остава на тази длъжност до ноември 2005 г. Маатаи основава Кенийската зелена партия Мазингира, член на Федерацията на зелените партии в Африка и Глобалните зелени партии.
Уангари Маатаи получава Нобеловата награда за мир през 2004 г. за своя „принос към устойчивото развитие, демокрация и мир“. Тя е първата африканка и еколожка, която печели наградата.
На 28 март 2005 г. Маатаи е избрана за първи президент на Икономическия, социален и културен съвет на Африканския съюз и за посланик на добра воля за инициатива за защитата на горската екосистема на Конгоанския басейн. След поредица от други инициативи, тя се включва и в групата на жените-носителки на Нобелова награда Джоуди Уилиамз, Ширин Ебади, Ригоберта Менцху Тум, Бети Уилиамз и Меъред Кориган Магуайър. Шестте жени, представляващи Северна и Южна Америка, Европа, Близкия Изток и Африка се посвещават на постигане на мир чрез справедливост и равенство, най-вече в подкрепа на правата на жените по света.
Уангари Маатаи умира на 25 септември 2011 г. от усложнения, причинени от рак на яйчниците.

## Спор за СПИН
Уангари Маатаи предизвиква спор с твърдението, че вирусът на СПИН (HIV) е създаден от биолози от бялата раса с цел да бъде насочен срещу чернокожите.

## Награда „Маатаи“
През 2012 г. Колаборативното партньорство за горите, международен консорциум от 14 организации, секретариати и институции, работещи по проблемите на горите, предлагат Наградата за защитник на горите на името на Уангари Маатаи. 

## Награди
- 1984: Right Livelihood Award (Награда за справедлив начин на живот), наричана още алтернативна Нобелова награда
- 1991: Награда Голдман за екология
- 1991: Награда Африка
- 1993: Медал Едингбург
- 2004: Награда Петра Кели Архив на оригинала от 2018-07-09 в Wayback Machine.
- 2004: Награда Софи
- 2004: Нобелова награда за мир

|  | Тази страница частично или изцяло представлява превод на страницата Wangari Maathai в Уикипедия на английски. Оригиналният текст, както и този превод, са защитени от Лиценза „Криейтив Комънс – Признание – Споделяне на споделеното“, а за съдържание, създадено преди юни 2009 година – от Лиценза за свободна документация на ГНУ. Прегледайте историята на редакциите на оригиналната страница, както и на преводната страница, за да видите списъка на съавторите. ВАЖНО: Този шаблон се отнася единствено до авторските права върху съдържанието на статията. Добавянето му не отменя изискването да се посочват конкретни източници на твърденията, които да бъдат благонадеждни. |